# 아이슈와리야 라이
아이슈와리야 라이(힌디어: ऐश्वर्या राय बच्चन, 영어: Aishwarya Rai, 1973년 11월 1일 ~ )는 인도의 배우이다. 결혼 이후에는 남편의 성을 붙여서 아이슈와리야 라이 밧찬(Aishwarya Rai Bachchan)이라고 부르기도 한다. 인도의 국민 배우 아미타브 밧찬의 아들인 아비셱 바찬의 아내이다.
1994년 미스 월드, 미스 인터내셔널 우승자이다. 필름페어상 여우주연상 2회(1999년, 2002년) 수상자이다.

## 출연 영화
- 《함 딜대 쭈께 사남》 Hum Dil De Chuke Sanam(1999)
- 《모하바뗀》 Mohabbattein(2000)
- 《데브다스》 Devdas (2002)
- 《발레 발레 암리차르 투 엘에이》 Balle Balle Amritsar to LA(2004)
- 《신부와 편견》(2004)
- 《천재도둑 미스터 A》 Dhoom 2(2006) - 수네리 역
- 《우므라우 잔》Umrao Jaan(2006),
- 《구루》Guru(2007),
- 《사르까르 라즈》 Sarkar Raj (2008)
- 《조다 악바르》 Jodhaa Akbar(2008)
- 《핑크 팬더》 The Pink Panther 2 (2009)- 헐리우드 영화
- 《라완》Raavan(2010),
- 《엑션 리플레이》 Action Replayy(2010)
- 《구자리쉬(청원)》 Guzaarish(2010)
- 《A.D.H.M.》 Ae Dil Hai Mushki(2016)
- 《파니 칸》 Fanney Khan(2018)